# Джонсон, Полин

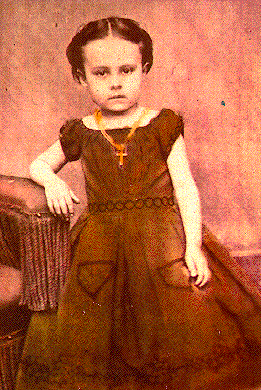
Полина Джонсон в детстве.

Эмили Полин Джонсон, англ. Emily Pauline Johnson, известная также под индейским именем Текахионваке, Tekahionwake (10 марта 1861, Чифсвуд — 7 марта 1913) — канадская писательница и театральная актриса, популярная в конце XIX века.
Младшая дочь вождя Шести наций и переводчика Джорджа Генри Мартина Джонсона от его брака с англичанкой Эмили Джонсон. Племя отрицательно отнеслось к браку Джонсона с белой женщиной, и ему пришлось покинуть племя, однако все 4 ребёнка в семье, включая Полин, знали как английский язык, так и язык мохоков.
Многие стихи Джонсон и спектакли, в которых она участвовала, были посвящены индейскому наследию. Во многие антологии канадской поэзии входит её поэма «Песня, которую поёт моё весло».